# Schlesiska

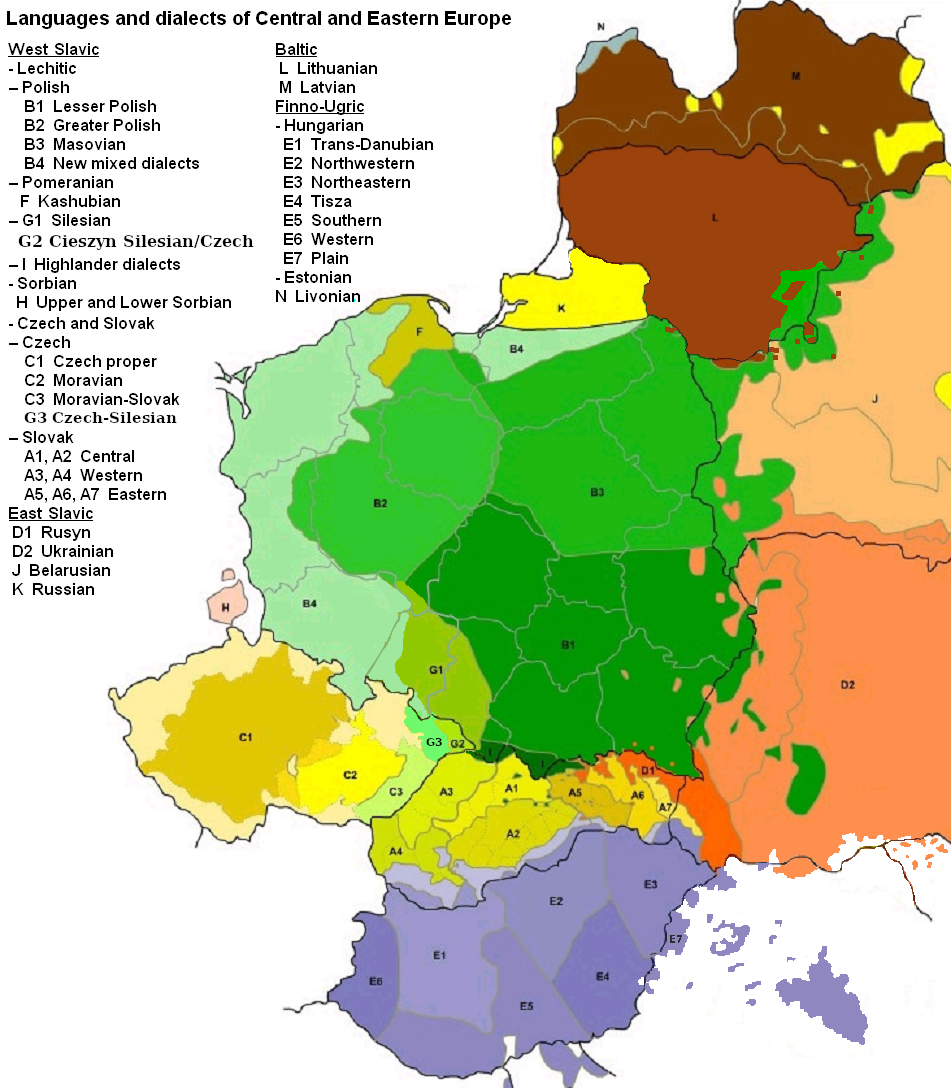
G1 och G2 på kartan markerar var någonstans schlesiska talas.

Schlesiska (schlesiska: ślůnsko godka, tjeckiska: slezský jazyk, polska: język śląski), förr även silesiska eller slesiska, är ett slaviskt språk som talas i regionen Schlesien, huvudsakligen i Övre Schlesien, i sydvästra Polen och nordöstra Tjeckien. Enligt den senaste polska folkräkningen säger sig runt 509 000 polacker tala schlesiska som modersmål, och över 817 000 sade sig vara av schlesiskt ursprung. Det finns även runt 100 000 talare av språket i Tjeckien. Det är omtvistat huruvida schlesiska är ett språk eller bara en av polskans dialekter. Det har skapats några olika skriftspråk att skriva språket på, även om det polska ofta används. Språket fick en egen ISO-kod 2007. Samma år påbörjades ett projekt att ge språket officiell status i Polen som ett regionalt språk.

## Dialekter
Schlesiskan har många lokala dialekter:
- Cieszyn-schlesiska
- Niemodlin-schlesiska
- Gliwice-schlesiska
- Jabłonków-schlesiska
- Kluczbork-schlesiska
- Prudnik-schlesiska
- Opole-schlesiska
- Lach-schlesiska
- Sulkovian-schlesiska

## Kultur
Schlesiskan har blivit vanligare i kulturen, i till exempel tv- och radiostationer såsom TV Silesia, Sfera TV och Slonsky Radio, musikgrupper, såsom Hasiok och Dohtor Miód och FEET, teater, film, böcker (exempelvis Bibeln) samt skolläromedel.

## Exempel
Herrens bön på schlesiska, polska och tjeckiska, samt för uttolkningen även på svenska.
| Schlesiska | Polska | Tjeckiska | Svenska |
| --- | --- | --- | --- |
| Uojcze nasz, kery jeżeś we ńebje, bydź pośwjyncůne mjano Twoje. Przińdź krůlestwo Twoje, bydź wola Twoja, jako we ńebje, tak tyż na źymji. Chlyb nasz kożdodźynny dej nům dźiśej. A uodpuść nům nasze winy, jako a my uodpuszczůmy naszym wińńikům. A ńy wůdź nos na pokuszyńy, nale zbow nos uode złygo. Amyn. | Ojcze nasz, któryś jest w niebie, święć się imię Twoje, przyjdź królestwo Twoje, bądź wola Twoja jako w niebie tak i na ziemi. Chleba naszego powszedniego daj nam dzisiaj. I odpuść nam nasze winy, jako i my odpuszczamy naszym winowajcom. I nie wódź nas na pokuszenie, ale zbaw nas ode złego. Amen. | Otče náš, jenž jsi na nebesích, posvěť se jméno Tvé Přijď království Tvé. Buď vůle Tvá, jako v nebi, tak i na zemi. Chléb náš vezdejší dej nám dnes A odpusť nám naše viny, jako i my odpouštíme naším viníkům a neuveď nás v pokušení, ale zbav nás od zlého. Amen. | Vår Fader, du som är i himlen. Låt ditt namn bli helgat. Låt ditt rike komma. Låt din vilja ske på jorden såsom i himlen. Ge oss idag det bröd vi behöver. Och förlåt oss för våra skulder, liksom vi förlåter dem som står i skuld till oss. Och utsätt oss inte för prövning, utan rädda oss ifrån det onda. Ditt är riket, din är makten och äran, i evighet. Amen. |